# チャーヌーラ

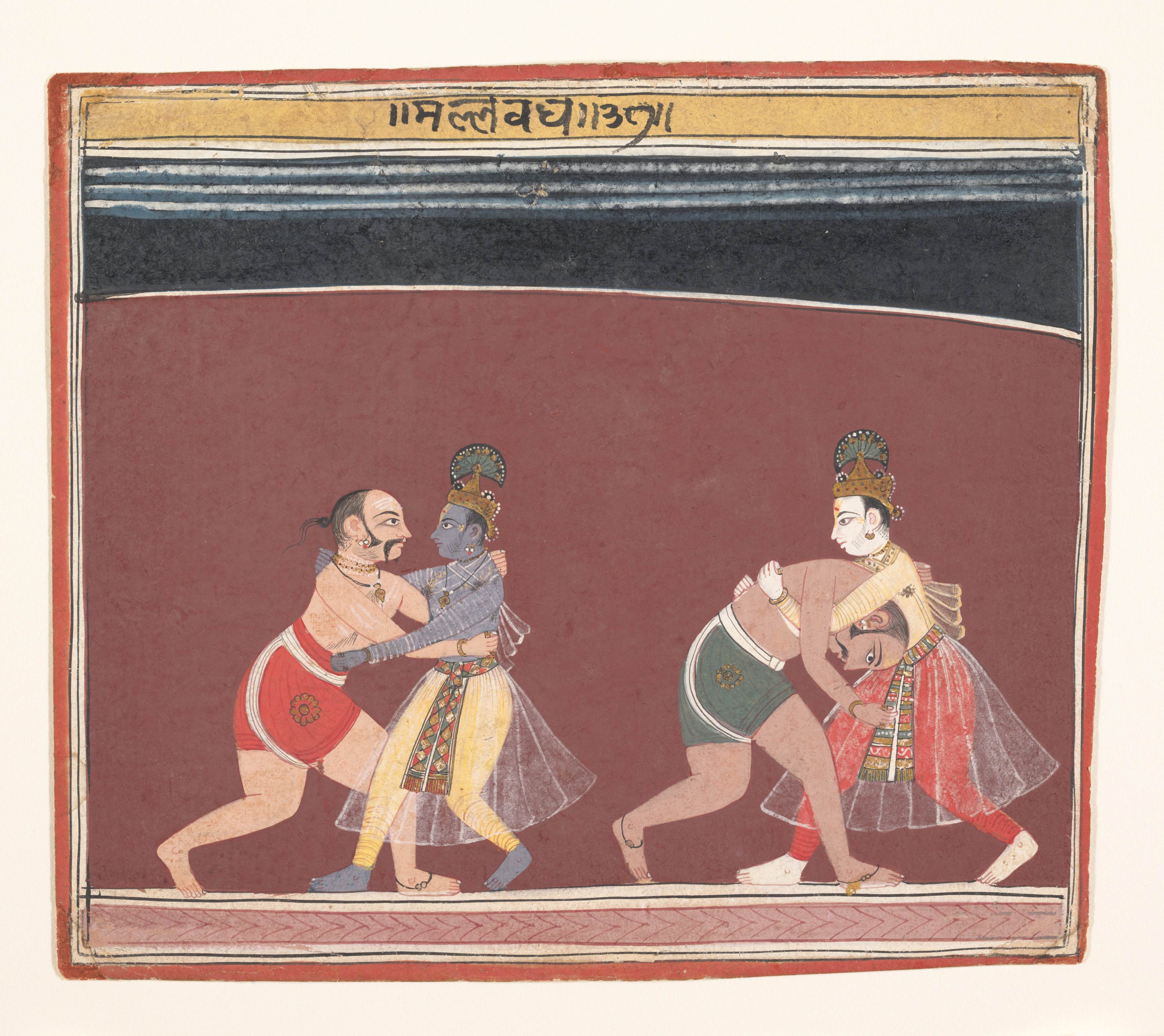
チャーヌーラと戦うクリシュナ（左）、バララーマと戦うムシュティカ（右）。1650年頃。

チャーヌーラ（梵: चाणूर, Cāṇūra）は、インド神話に登場するアスラである。『バーガヴァタ・プラーナ』によると、マトゥラーの悪王カンサに仕える悪魔の1人であり、カンサ王の最も優れた闘士であった。

## 神話
聖仙ナーラダからクリシュナが生きていることを聞かされたカンサは、悪魔ケーシンにクリシュナとバララーマの殺害を命じ、またチャーヌーラとムシュティカたちに闘技場を建設させ、クリシュナを殺すための闘技大会の開催を命じた。闘技大会では、チャーヌーラは闘技場を訪れたクリシュナとバララーマに戦うことを要求した。しかしクリシュナは自分が少年であることを理由に拒否した。そこで、チャーヌーラはクリシュナが巨象クヴァラヤーピーダを苦も無く殺したことを指摘して、相応しい相手と戦うべきだと主張し、再度クリシュナに自分と戦い、バララーマにムシュティカと戦うことを要求した。
チャーヌーラがクリシュナと、ムシュティカがバララーマと戦い始めると、観客の女たちはあどけなさが残るクリシュナとバララーマが屈強な闘士と戦うことの不公平さを嘆いた。しかしチャーヌーラは戦ううちにクリシュナの攻撃を受け、身体のあちこちを砕かれ、何度も気を失った。チャーヌーラは起き上がって両手で握り拳をつくり、クリシュナの胸を殴った。しかしクリシュナは全く意に介さず、チャーヌーラの腕をつかんで相手が息絶えるまで何度も激しく振り回したのち、大地に放り投げた。クリシュナはさらに別の闘士シャラとトーシャラを殺した。またバララーマはムシュティカを殺したのち、クータを殺した。